# Giuseppe Filippi
Giuseppe Filippi (nascido em 17 de março de 1945), é um padre católico romano nascido na Itália que actua como bispo da Diocese Católica Romana de Kotido desde 17 de agosto de 2009.

## Bispo
Filippi foi nomeado bispo de Kotido em 17 de agosto de 2009 e consagrado bispo em 19 de dezembro de 2009, pelo arcebispo Cipriano Kizito Lwanga, arcebispo de Campala, coadjuvado pelo arcebispo Denis Kiwanuka Lote, arcebispo de Tororo, e por Dom Giuseppe Franzelli, MCCI, bispo de Lira.